# Кубанська вулиця (Київ)
Куба́нська ву́лиця — вулиця в Солом'янському районі міста Києва, місцевість Солом'янка. Пролягає від вулиці Митрополита Василя Липківського до кінця забудови.

## Історія
Виникла наприкінці XIX століття як частина Рощинського провулка, сучасну назву набула 1955 року.
У 1970-х роках від вулиці було відокремлено її початковий квартал (приєднано до вулиці Патріарха Мстислава Скрипника), а в 1980-х роках — дещо скорочено кінцеву частину (до того часу вона сягала Рощинського провулку).